# La hermana San Sulpicio (película de 1952)
La hermana San Sulpicio es una película española de comedia estrenada en 1952, dirigida por Luis Lucia Mingarro y protagonizada en los papeles principales por Carmen Sevilla y Jorge Mistral. Fue la tercera adaptación cinematográfica de la novela homónima de Armando Palacio Valdés, tras las de 1927 y 1934, ambas dirigidas por Florián Rey y protagonizadas por Imperio Argentina.
La película obtuvo un premio de 100 000 ptas. otorgado por el Sindicato Nacional del Espectáculo en una gala que tuvo lugar el 31 de enero de 1953.

## Sinopsis
Gloria y Ceferino son dos personas totalmente opuestas. Él es un médico gallego, serio y circunspecto; ella, en cambio, es una bella andaluza, rica y con un carácter extrovertido y dominante. Sin embargo, Gloria toma una decisión sorprendente e insólita: hacerse monja. Por casualidad es destinada a un sanatorio del que ha sido nombrado nuevo director el doctor Ceferino. Entre ellos surgirá el amor, pero no pueden casarse porque ella es monja.

## Reparto
- Carmen Sevilla como Gloria Alvargonzález / Hermana San Sulpicio
- Jorge Mistral como	Ceferino Sanjurjo
- Julia Caba Alba como Hermana Guadalupe
- Juana Ginzo como Hermana extranjera
- Manolo Gómez Bur como Daniel Suárez
- Casimiro Hurtado como Martínez
- Antonio Riquelme como	Revisor del tren
- Manuel Luna como Don Sabino
- Juanita Mansó
- Antonio Ozores
- Manuel de Juan como Interno en sanatorio
- Manuel Guitián como Interno en sanatorio
- Rosario Royo
- Ana de Leyva